# Česlav Odřivous
Blahoslavený Česlav Odřivous, OP (polsky Czesław Odrowąż, kolem 1180? Kamień Śląski, Slezské knížectví - 15. července 1242, Vratislav, Slezské knížectví) byl římskokatolický kněz a posléze dominikánský kazatel v Polsku, v Čechách a ve Slezsku. Byl šlechticem z rodu Odřivousů, současníkem a příbuzným, snad přímo bratrem, sv. Jacka (Hyacinta) Odřivouse. V roce 1963 byl vyhlášen patronem města Vratislavi.

## Život
Česlav vystudoval teologii a právo na univerzitě v Bologni a patrně i v Paříži. Po dokončení studia se již jako vysvěcený kněz usadil v Krakově a brzy se stal kanovníkem u kostela Panny Marie v Sandoměři. V roce 1218 doprovázel krakovského biskupa na cestě k papežskému dvoru do Říma, kde se setkal se svatým Dominikem. Uchvácen Dominikovou osobností i pověstí, která ho v té době již provázela, vstoupil do jeho řádu.
Po dokončení noviciátu asi v roce 1221 jej Dominik poslal kázat zpět do střední Evropy. Kromě Rakouska a Slezska působil v nemalé míře také v Praze, kde byl vůbec prvním dominikánským kazatelem. Od Přemysla Otakara I. získal v roce 1226 povolení založit v Praze na Novém Městě u kostela sv. Klimenta dominikánský klášter.
V roce 1236 se natrvalo usadil v dominikánském klášteře ve Vratislavi a stal se jeho prvním převorem. Podle dobových pramenů prý během vpádu Mongolů do Slezska v roce 1241 ve Vratislavi chytal vystřelené šípy nepřátel a nazpět do mongolského ležení házel ohnivé koule, takže donutil nepřátele k odchodu. Také proto bývá někdy zobrazován s ohnivou koulí nad hlavou nebo v ruce.

## Smrt a úcta
Zemřel 15. července 1242 ve Vratislavi. V tomto dni se také ve světě slaví jeho památka, pouze ve vratislavské diecézi se blahoslavený Česlav připomíná 20. července. Pro české země bylo schváleno přesunutí dne oslav a spojení s památkou sv. Hyacinta na 17. červenec, ve stejný den si Česlava připomíná také dominikánský řád.